# Johnny Hart
Johnny Hart (Golborne, 1928. június 28. – 2018. november 26.) angol labdarúgó, csatár, edző.

## Pályafutása
1947 és 1961 a Manchester City labdarúgója volt. 1956-ban angol kupagyőztes volt a csapattal, de a döntőt sérülés miatt ki kellett hagynia. Visszavonulása után edzőként dolgozott a Citynél. 1973. április 1. és október 22. között a csapat vezetőedzője volt.
Fiai, Paul (1953) és Nigel (1958) is labdarúgók voltak. Paul edzőként is tevékenykedett.

## Sikerei, díjai
Manchester City
- Angol kupa (FA Cup)
  - győztes: 1956